# Zyklus 1
Zyklus 1 ist ein Musikalbum der Gruppe Neuköllner Modelle von Joel Grip, Sven-Åke Johansson und Bertrand Denzler. Die vom 3. bis 4. November 2017 im Veranstaltungsort Isotop, Berlin entstandenen Aufnahmen erschienen im Februar 2019 auf Umlaut Records und Johanssons Label SÅJ.

## Hintergrund
Das seit Mitte der 2010er-Jahre bestehende Trio aus dem Bassisten Joel Grip, dem Schlagerzeuger Sven-Åke Johansson und dem Saxophonisten Bertrand Denzler legte 2016 ihr Debütalbum Sektion 1–2 vor, gefolgt von einem weiteren Album mit dem Gast Alexander von Schlippenbach (Sektion 3–7), das im folgenden Jahr erschien. Zyklus 1 war das dritte und bislang letzte Album des Trios Denzler, Grip, Johansson; letzterer starb im Juni 2025.

## Titelliste
- Neuköllner Modelle: Zyklus 1 (Umlaut Records umcd 28 29, SÅJ såjcd 47 48)[1]

1. Time 22:28
2. Timing 36:54
3. Out of Time 24:32
4. Timeless 31:33

Die Kompositionen stammen von Joel Grip, Sven-Åke Johansson und Bertrand Denzler.

## Rezeption

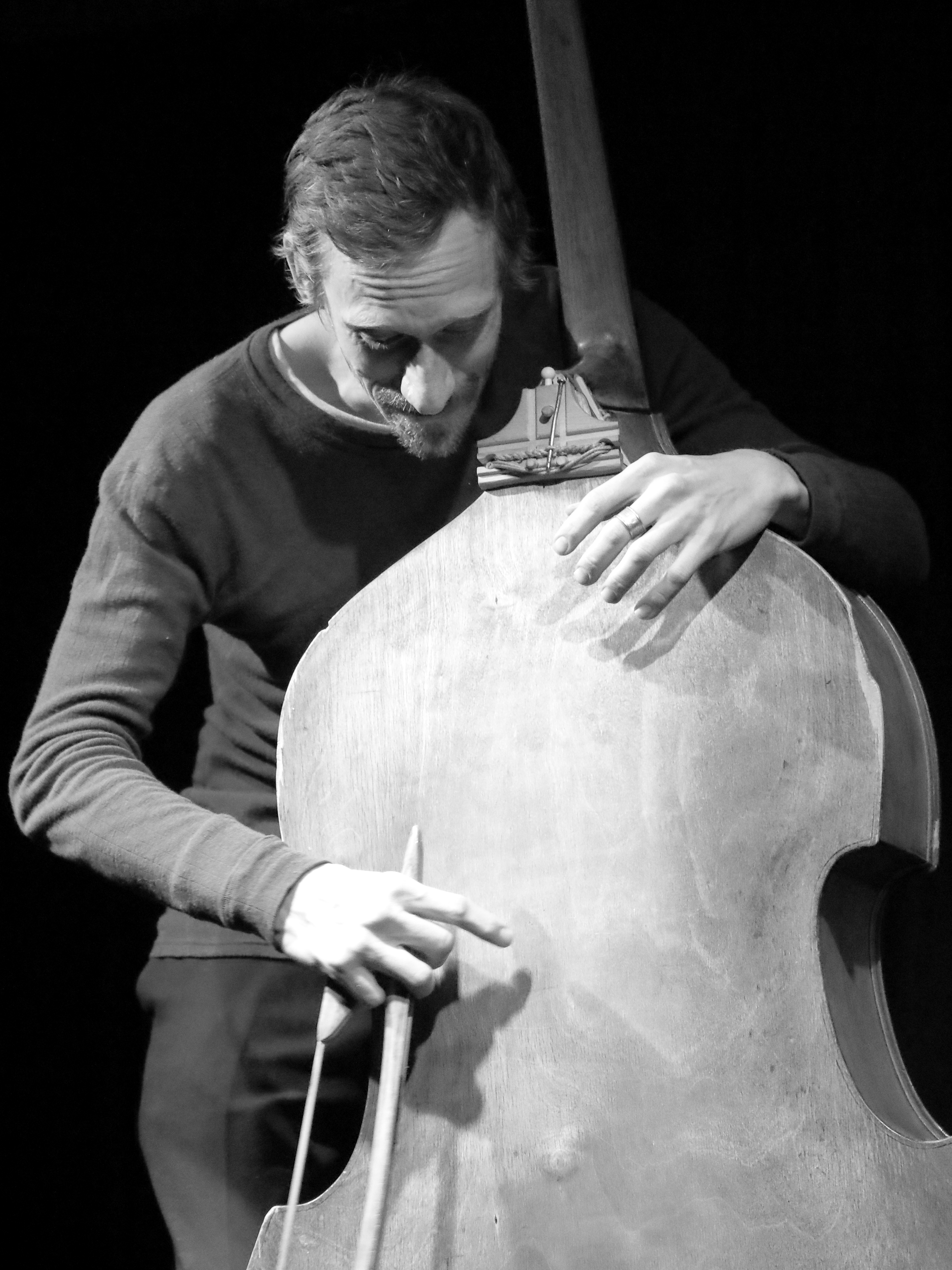
Joel Grip (2020)

Nach Ansicht von Mark Corroto, der das Album in All About Jazz rezensierte, könnte Zyklus 1 als eien Art „Zen-Chronik“ gelten. Die vier langen Stücke würeden die wahre Natur improvisierten Klangs offenbaren, der Gruppeninteraktion und damit die Essenz der Meditation. Wie Meditation sei ihre Musik sehr einfach, aber extrem schwierig auszuführen. Dieses Trio sei ohne einen Leiter, und genau darin liege vielleicht der Zen-Faktor. Es gebe auch keine Andeutungen von Effekthascherei und keine langwierigen Soli. Was diese vier Stücke ausmache, seien nachhaltige Kollaborationen – oder besser gesagt: Bestätigungen. Grips Bogentechnik klinge hier stellenweise sehr nach einem zweiten Blasinstrument, und er könne einen Puls halten, der oft „die Lebenskraft des Herzens“ nachahme. Denzler sei ein Gigant der freien Improvisation; er wende seine eigene minimalistische Interpretation des Sounds von John Coltrane an, um die meditative Stimmung seiner Partner zu unterstreichen.
Denzler, der mit dem Quintett Hubbub die mikrotonalen Grenzen der freien Musik erkundet hat, und Grip, dessen Weggefährten von Antonin Gerbal bis Didier Lasserre reichten, würden mit dem Schlagzeuger Johannson zu einem festen Ensemble verschmelzen, schrieb Ken Waxman (JazzWord). Die vier in Form und Zeit ausgedehnten Improvisationen seien wie aus einem Guss und basierten auf Zusammenspiel statt Prahlerei, sie ließen Raum für individuellen Ausdruck, auch wenn das Spiel der anderen voranschreite. Zahlreiche Beispiele klanglicher und rhythmischer Raffinesse würden die vier Stücke beleben und erneut das Können und die Verbundenheit der drei Musiker bestätigen.